# Lamont Johnson (Regisseur)
Ernest Lamont Johnson, Jr. (* 30. September 1922 in Stockton, Kalifornien; † 24. Oktober 2010 in Monterey, Kalifornien) war ein US-amerikanischer Filmschauspieler, Film- und Fernsehregisseur, der unter anderem zweimal mit dem Emmy und viermal mit dem Directors Guild of America Award ausgezeichnet wurde.

## Biografie
Der Sohn eines Immobilienmaklers studierte nach dem Schulbesuch zwischen 1942 und 1943 kurzzeitig an der University of California, Los Angeles (UCLA). Später war er zeitweise als Hörspielsprecher im Radio sowie als Regisseur von Opern tätig.
1952 gab er sein Debüt als Filmschauspieler in dem Film Feuerschutz für Stoßtrupp Berta, einem Drama über den Koreakrieg in der Regie von Joseph H. Lewis. Danach folgten Filme wie Sally and Saint Anne (1952) von Rudolph Maté, Immer jagte er Blondinen (1954) von Joseph M. Newman, Please Murder Me (1956) von Peter Godfrey sowie The Brothers Rico (1957) von Phil Karlson. Daneben spielte er Rollen in zahlreichen Fernsehserien wie Alfred Hitchcock Presents, Big Valley und Rauchende Colts.
Ab Mitte der 1950er-Jahre begann Johnson als Regisseur Episoden für verschiedene Fernsehserien, schließlich verlegte er seinen Fokus von der Schauspielerei auf die Regiearbeit. Er war Regisseur an Serien wie Have Gun – Will Travel (1957 bis 1963), Gnadenlose Stadt (1958 bis 1963), Peter Gunn (1958 bis 1961), Mr. Lucky (1959 bis 1960), Twilight Zone (1959 bis 1961), Dr. Kildare (1961 bis 1966), Judd, for the Defense (1967 bis 1969) sowie The Name of the Game (1968 bis 1971).
Im Jahr 1965 legte er mit Profiles in Courage seinen ersten Fernsehfilm vor und erhielt dafür den Directors Guild of America Award. 1967 folgte sein erster Kinofilm The Covenant with Death (1967). Für My Sweet Charlie (1970) mit Patty Duke erhielt er 1971 erneut den Directors Guild of America Award. In den 1970er-Jahren inszenierte er einige Kinofilme, darunter Ausbruch der 28 (1970) mit Brian Keith und Helmut Griem, Rivalen des Todes (1971) mit Kirk Douglas und Johnny Cash, The Groundstar Conspiracy (1972, Der Agent, der seinen Leichnam sah; nach einer Literaturvorlage von L. P. Davies) mit George Peppard und Michael Sarrazin sowie You’ll Like My Mother (1972) mit Patty Duke und Richard Thomas. 
In der Folgezeit pendelte Johnson zwischen mittelmäßig budgetierten Kinofilmen und ambitionierten Fernsehfilmen. Für den 1972 erstausgestrahlten Fernsehfilm That Certain Summer, der sich dem damals gewagten Thema der Homosexualität widmet, mit Hal Holbrook und Martin Sheen in den Hauptrollen wurde er abermals mit Directors Guild of America Award ausgezeichnet. Danach entstanden Filme wie Der letzte Held Amerikas (1973) mit Jeff Bridges und Valerie Perrine, der Fernsehfilm The Execution of Private Slovik (1974) mit Martin Sheen und Mariclare Costello über die Hinrichtung des amerikanischen Deserteurs Eddie Slovik, der Thriller Eine Frau sieht rot (1976) mit Margaux Hemingway und Chris Sarandon und das Sportlerdrama One On One (1977), in dem er neben Robby Benson und Annette O’Toole ebenfalls wieder als Schauspieler mitwirkte. 1978 folgte SRendezvous mit einer Leiche mit Jeff Bridges und Farrah Fawcett sowie der Fernsehfilm Off the Minnesota Strip (1980) mit Hal Holbrook und Pat Hingle, ehe er 1980 in Shogun Assassin von Robert Houston seinen letzten Auftritt als Filmschauspieler hatte.
Nach den Filmen Crisis at Central High (1981) mit Charles Durning und Joanne Woodward, Zwei Mädchen und die Doolin-Bande (1981) mit Burt Lancaster und Amanda Plummer, Spacehunter – Jäger im All (1983) mit Peter Strauss und Molly Ringwald erhielt er für den Fernsehfilm Wallenberg: A Hero’s Story über das Leben von Raoul Wallenberg (1985) mit Richard Chamberlain und Alice Krige erstmals einen Emmy Award. Für seine Miniserie Lincoln (1988) über den US-Präsidenten Abraham Lincoln mit Sam Waterston erhielt er ebenfalls den Emmy. Zuletzt drehte er die Fernsehfilme Schreie aus dem Innern (1990) mit Shelley Long und Tom Conti, Katastrophenflug 232 (1992) mit Charlton Heston und Richard Thomas sowie The Broken Chain mit Pierce Brosnan und Graham Greene. Um die Jahrtausendwende zog er sich aus dem Filmgeschäft zurück.

## Filmografie (Auswahl)

### Als Schauspieler
- 1951: Up Front
- 1952: Feuerschutz für Stoßtrupp Berta (Retreat, Hell!)
- 1952: Sally and Saint Anne
- 1954: Immer jagte er Blondinen (The Human Jungle)
- 1956: Please Murder Me
- 1956: Alfred Hitchcock präsentiert (Alfred Hitchcock Presents, Fernsehserie, eine Folge)
- 1957: Hyänen der Straße (The Brothers Rico)
- 1957: Düsenjäger (Jet Pilot)
- 1966: Big Valley (The Big Valley, Fernsehserie, eine Folge)
- 1967: Rauchende Colts (Gunsmoke, Fernsehserie, eine Folge)
- 1970: Ausbruch der 28 (The McKenzie Break)
- 1973: Der letzte Held Amerikas (The Last American Hero)
- 1977: Mann, du bist Klasse! (One on One)
- 1980: Shogun Assassin

### Als Regisseur
- 1955–1958: Matinee Theatre (Fernsehserie, 25 Folgen)
- 1958–1959: Have Gun – Will Travel (Fernsehserie, 10 Folgen)
- 1958–1960: Peter Gunn (Fernsehserie, 14 Folgen)
- 1960: Gnadenlose Stadt (Naked City, Fernsehserie, 2 Folgen)
- 1961–1963: Dr. Kildare (Fernsehserie, 8 Folgen)
- 1961–1963: Twilight Zone (Fernsehserie, 8 Folgen)
- 1967: Mit dem Tod im Bunde (A Covenant with Death)
- 1968: Kona Coast
- 1968–1969: The Name of the Game (Fernsehserie, 3 Folgen)
- 1970: My Sweet Charlie (Fernsehfilm)
- 1970: Ausbruch der 28 (The McKenzie Break)
- 1971: Rivalen des Todes (A Gunfight)
- 1972: Der Agent, der seinen Leichnam sah (The Groundstar Conspiracy)
- 1972: Ausgeliefert (You'll Like My Mother)
- 1972: Damals im Sommer (That Certain Summer, Fernsehfilm)
- 1973: Der letzte Held Amerikas (The Last American Hero)
- 1974: The Execution of Private Slovik (Fernsehfilm)
- 1974: Besuch bei einem Häuptlingssohn (Visit to a Chief's Son)
- 1975: Die schwarze Liste (Fear on Trial, Fernsehfilm)
- 1976: Eine Frau sieht rot (Lipstick)
- 1977: Mann, du bist Klasse! (One on One)
- 1978: Rendezvous mit Leiche (Somebody Killed Her Husband)
- 1980: Off the Minnesota Strip (Fernsehfilm)
- 1981: Zwei Mädchen und die Doolin-Bande (Cattle Annie and Little Britches)
- 1981: Crisis at Central High (Fernsehfilm)
- 1983: Spacehunter – Jäger im All (Spacehunter: Adventures in the Forbidden Zone)
- 1984: Ernie Kovacs: Between the Laughter (Fernsehfilm)
- 1985: Raoul Wallenberg (Wallenberg: A Hero's Story, Fernsehfilm)
- 1986: Todesursache – Agent Orange (Unnatural Causes, Fernsehfilm)
- 1988: Lincoln (Miniserie, 2 Folgen)
- 1990: Schreie aus dem Innern (Voices Within: The Lives of Truddi Chase, Fernsehfilm)
- 1992: Katastrophenflug 232 (Crashlanding: The Rescue of Flight 232, Fernsehfilm)
- 1996: Der Triebtäter – Eine Stadt in Angst (The Man Next Door, Fernsehfilm)
- 1997: Winterliebe – Späte Romanze im Schnee (All the Winters That Have Been, Fernsehfilm)